# 15 décembre dans les chemins de fer
15 novembre 15 janvier
Chronologies thématiques
- Croisades
- Sports
- Disney

Cette page concerne les événements qui se sont déroulés un 15 décembre dans les chemins de fer.

## Événements

### XXesiècle
15 décembre 1908, catastrophe ferroviaire du tunnel de Pouch

### XXIesiècle
- 2003. France : prolongement de la branche E4 de la ligne E du RER d'Île-de-France entre Villiers-sur-Marne - Le Plessis-Trévise et Tournan.
- 2013. France : ouverture de la Gare de Créteil-Pompadour.
- 2019. France : Fermeture de la Gare de Glos-Montfort (Eure, Ligne de Serquigny à Oissel).